# 枪支暴力档案
枪支暴力档案（英語：Gun Violence Archive，简称GVA）是美国的一个非营利组织。该组织于2013年创立，旨在记录美國槍械暴力問題情况。

## 简介
枪支暴力档案由阳光基金会创始人迈克尔·克莱因（Michael Klein）和退休系统分析师马克·布莱恩特（Mark Bryant）于2013年创立，2014年正式开始运行 。该组织提供美国境内的枪支暴力数据和统计数据，并拥有一个记录美国已知枪击事件的数据库，数据来源为各州的执法部门、媒体和其它政府来源。该组织还拥有一支专业团队，组成人员包括图书情报专业硕士、系统架构师、软件工程师等。